# Ickwell
Ickwell – osada w Anglii, w hrabstwie ceremonialnym Bedfordshire, w dystrykcie (unitary authority) Central Bedfordshire. Leży 11 km na południowy wschód od centrum miasta Bedford i 67 km na północ od centrum Londynu.